# Robert Hess
Robert Lee Hess est un joueur d'échecs américain né le 19 décembre 1991 à New York.
Au 1er décembre 2019, il est le 20e joueur américain avec un classement Elo de 2 591 points.

## Palmarès
Robert Hess suivit les cours de Miron Sher à New York.
En 2009, Robert Hess finit deuxième ex æquo avec Alexander Onischuk du championnat des États-Unis  et obtient le titre de grand maître international. Ce résultat le qualifiait pour la Coupe du monde d'échecs 2009 à Khanty-Mansiïsk où il fut éliminé au premier tour par le Russe  Aleksandr Motyliov.
En 2011, il finit quatrième du championnat des États-Unis et deuxième au départage du tournoi de Groningue avec sept points en neuf parties.
En 2020, il participe au Blitzstream Invitational, organisé par la chaîne Twitch Blitzstream, il arrive en finale en vainquant successivement Sébastien Mazé et Matthieu Cornette. Il est finalement battu en finale par Étienne Bacrot.  

## Compétitions par équipe
Robert Hess a représenté les États-Unis comme échiquier de réserve (remplaçant) lors de l'olympiade d'échecs de 2010 à Khanty-Mansiïsk où il marqua trois points en quatre parties (deux victoires et deux nulles). Les États-Unis finirent neuvième de la compétition.
Il participa deux fois au championnat du monde d'échecs par équipes (en 2010 et 2011) comme échiquier de réserve. Lors de ses deux compétitions, il marqua 4,5 points en huit parties et remporta une médaille d'argent individuelle en 2011 et la médaille d'argent par équipe en 2010.